# Voxtorps landskommun, Jönköpings län
Voxtorps landskommun var en tidigare kommun i Jönköpings län.

## Administrativ historik
När 1862 års kommunalförordningar trädde i kraft den 1 januari 1863 inrättades i Sverige cirka 2 400 landskommuner samt 89 städer och ett mindre antal köpingar.
Då inrättades i Voxtorps socken i Östbo härad i Småland denna kommun. Vid kommunreformen 1952 uppgick denna landskommun i Bors landskommun som sedan 1971 uppgick i Värnamo kommun.

## Politik

### Mandatfördelning i Voxtorps landskommun 1938-1946
| 6 | 6 | 3 | 5 |

| 19 |

| 7 | 8 | 3 | 2 |

| 20 |

| 5 | 1 | 9 | 4 | 1 |

| 20 |